# Bledius caribbeanus
Bledius caribbeanus är en skalbaggsart som beskrevs av Richard Eliot Blackwelder 1943. Bledius caribbeanus ingår i släktet Bledius och familjen kortvingar. Inga underarter finns listade i Catalogue of Life.